# Periacto

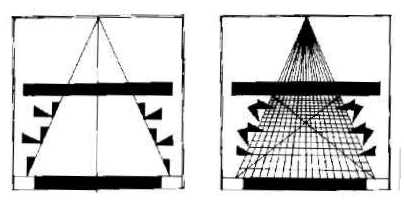
Uso do periakton no teatro do século XVII. In: Architectura recreationis, por J. Furttenbach

Um periacto (em grego, periaktos, forma plural periaktoi; a palavra significa rotação) é um dispositivo usado para exibir e mudar rapidamente as cenas teatrais. Acredita-se que remontam ao cenário teatral dos skénés da Grécia Antiga. Foi mencionado também no livro de arquitetura de Vitrúvio, De architectura (c. 14 a. C.), e um uso dele mais intenso começou no teatro renascentista, como resultado do trabalho de importantes designers teatrais, como Nicola Sabbatini (1574-1654). 
Consiste em um prisma triangular equilátero sólido giratório de madeira. Em cada uma de suas três faces, uma cena diferente é pintada, de modo que, girando rapidamente o periacto, outra face possa aparecer para o público. Outros polígonos sólidos podem ser usados, como cubos, mas prismas triangulares oferecem a melhor combinação de simplicidade, velocidade e número de cenas por dispositivo. Uma série de periactos posicionados um após o outro ao longo do fundo do palco pode produzir a ilusão de uma cena mais longa, composta por suas faces como vista em perspectiva. Esses periactos devem, portanto, ser rotacionados simultaneamente para uma nova posição, obtendo assim ilusões interessantes. Isto é feito acoplando-os usando-se engrenagens de roda dentada nas suas bases e um sistema de transmissão mecânica de correia plana ou transportadora. 
Um conceito semelhante é usado em alguns modernos painéis multimensagens Trivisão, que são constituídos por uma série de prismas triangulares dispostos de modo que eles podem ser rodados para apresentar três superfícies de exposição planas separadas em sucessão. 
Os dispositivos mecânicos de filmes iniciais, como o praxinoscópio, também eram baseados em polígonos sólidos de rotação rápida, que tinham a animação sucessiva ou placas fotográficas afixadas ou projetadas em cada face, proporcionando assim a ilusão de movimento. 

## Ligações Externas
- Geauga Lyric Theatre Guild's The Sound of Musica. Detalhamento do design cena por cena, no qual o uso de periactos é ilustrado muito bem.
- Mudanças Ilusórias Iniciais de Cena. In: The Development of Scenic Spectacle. Este excelente artigo mostra periaktoi inventados por Sabbatini, Furttenbach e Danti, com animações e descrições do QuickTime.
- O Praxinoscópio
- Building Periaktoi, Edward R. Murrow HS Página mostrando o processo de construção de Periaktoi para uma produção do ensino médio.